# Huang Yuxiang

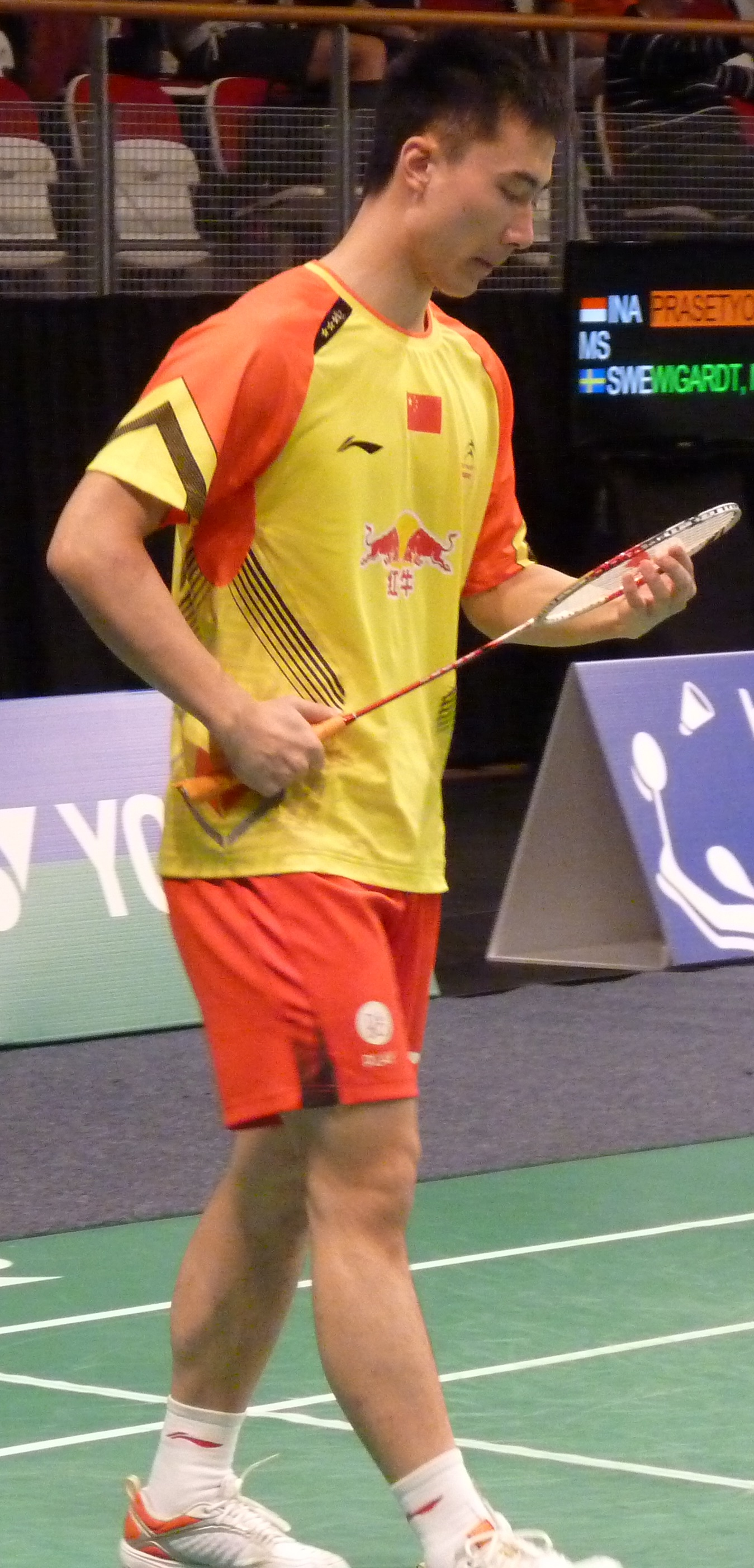
Huang Yuxiang, 2013

Huang Yuxiang (chinesisch 黄宇翔, Pinyin Huáng Yǔxiáng; * 25. Januar 1993 in Hangzhou, Volksrepublik China) ist ein chinesischer Badmintonspieler.

## Karriere
Huang Yuxiang wurde 2010 Junioren-Badmintonasienmeister und qualifizierte sich damit für die Olympischen Jugend-Sommerspiele 2010. 2011 und 2012 startete er in der chinesischen Badminton-Superliga, 2013 bei den chinesischen Nationalspielen. Beim London Grand Prix Gold 2013 und den Macau Open 2013 sowie dem China Masters 2014 stand er im Achtelfinale, bei den Dutch Open 2013 im Viertelfinale.